# 千野氏
千野氏（ちのし/ちのうじ）とは、日本の氏族の一つ。信濃国一ノ宮諏訪大社上社大祝家の神氏諏訪氏の一門である。千野氏は、出雲神話の神、建御名方神を祖とする諏訪社大祝有員の系統である、諏訪敦貞の二男の諏訪敦真の子・光親が、千野光親を称したことに始まるとされる。茅野諏訪氏。